# 友田町 (神戸市)
友田町（ともだちょう）は兵庫県神戸市灘区の町名。現行行政地名は友田町一丁目から友田町五丁目。
令和2年国勢調査（2020年10月1日）での世帯数1,459、人口2,441、うち男性1,148人、女性1,293人。郵便番号657-0035。

## 地理
灘区東南部に位置する。東は高羽川を隔て記田町、南は阪神本線を隔て東から順に東灘区御影塚町、浜田町、新在家北町、西は烏帽子町、北は国道2号を隔て桜口町。東から順に一～五丁目が置かれる。

## 歴史

### 地名の由来
旧・八幡字友田から命名された。
『神戸の町名』によれば友田は一般的に共に沿う田を意味するという。友田は東の桜口・西の了造に挟まれた南北に細長い地勢だった。
『灘区の町名』では周囲の町名を関連付けて「浜の田、さきの田、艫（とも）の田とすれば、いずれも位置関係を示し…」という説を紹介するが、「トモが船尾を意味するものとしても、サキ（前）の田がキダになった、とするのは苦しいのではないか」と否定的。